# Boukè

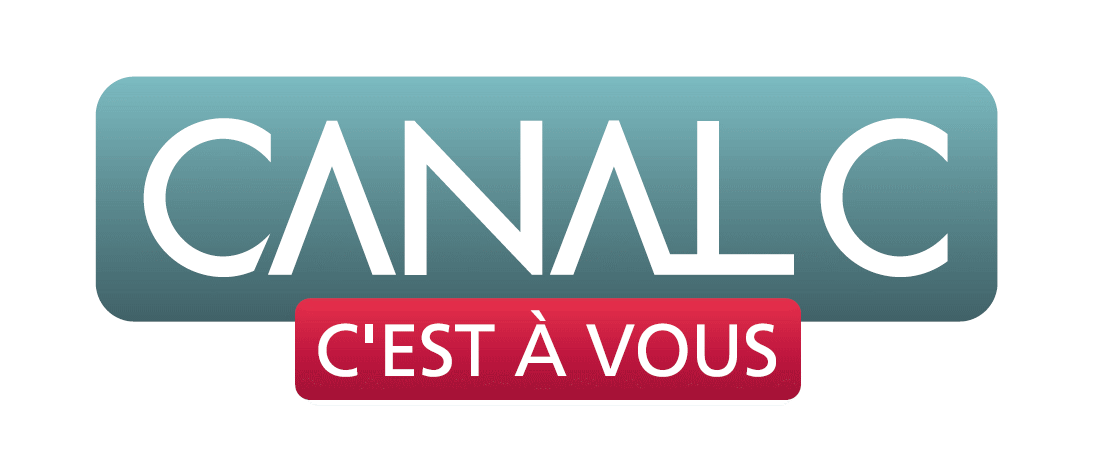

Boukè (voorheen Canal C) is een Waalse regionale televisiezender in de provincie Namen.
Canal C begint in 1979 met uitzenden in de gemeente Namen. In 1982 strekt Canal C zich uit over de regio van Namen en start vanaf 1985 met dagelijkse programma's.
Vanaf 1987 erkent de Franse Gemeenschap de zender en krijgen ze subsidie. In 1993 breiden ze zich uit naar Condroz en Laag-Sambre en sinds 1997 verspreiden ze programma's uit voor het arrondissement van Philippeville.
Canal C zendt elke avond ongeveer 30 minuten uit met bewegende beelden gevolgd door een kabelkrant.